# ソールズベリー・シティFC
ソールズベリー・シティ・フットボール・クラブ（Salisbury City Football Club）はイングランド、ウィルトシャー州、ソールズベリーを本拠地としていたサッカークラブチームである。2014年に解散し、新たにソールズベリーFCが設立された。

## タイトル

### 国内タイトル
- サウザンリーグ・プレミアディヴィジョン:1回

2005-2006
- サウザンリーグ・サウザンディヴィジョン:1回

1994-1995
- ウエスタンリーグ:2回

1957-1958,1960-1961

### 国際タイトル
- なし